# Notre-Dame-de-Grâce (Cignac)

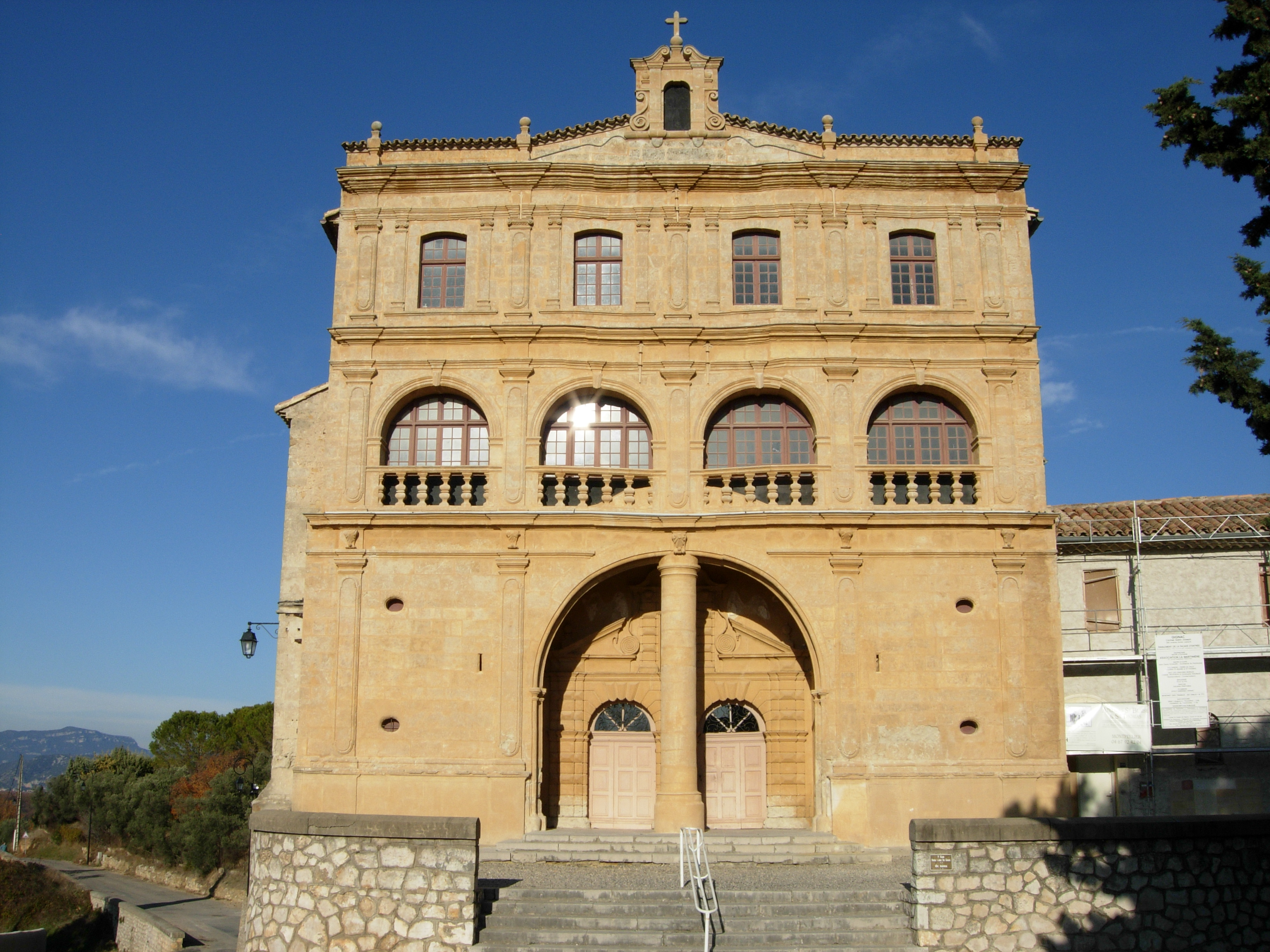
Notre Dame-de-Grace

Notre-Dame-de-Grâce ist eine Kirche in Gignac (Département Hérault) in Okzitanien in Frankreich. Seit 1989 ist sie als Monument historique geschützt.
Die heutige Erscheinung geht auf den Wiederaufbau der Kirche im 17. Jahrhundert zurück. Der bemerkenswerteste Teil des Bauwerks, die Westfassade, ist aufgeteilt in drei Etagen und wird durch ein Gesims ohne Giebel dominiert. Ein gewaltiger zylindrischer Eckpfeiler, der 1776 positioniert wurde, stützt die erste Etage, um Senkungen vorzubeugen.

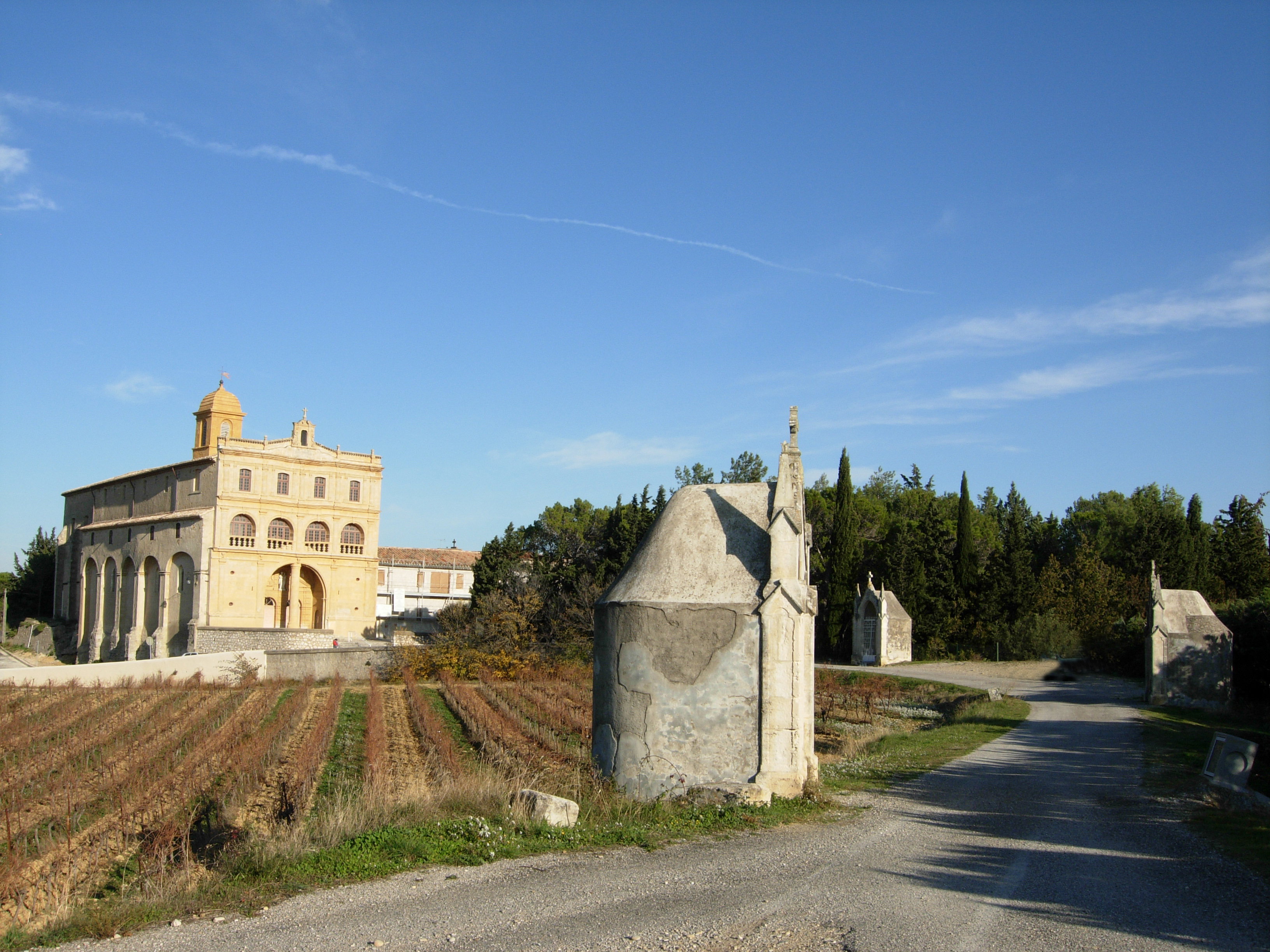
Teil des Kreuzwegs

Der Kreuzweg gegenüber der Kirche stammt aus dem 19. Jahrhundert.